# Poranny WF
Poranny WF – program prowadzony przez Kuby Wojewódzkiego i Michała Figurskiego w Radiu Eska Rock.
Audycja istniała od 28 stycznia 2008, kiedy duet dziennikarski Wojewódzki-Figurski podjął współpracę z radiem Eska Rock. Audycja miała charakter satyryczny. Dodatkowym elementem był codzienny przegląd prasy brukowej.
Audycja nadawana była od poniedziałku do czwartku w godzinach 08:00 - 10:00.
Wydawcami programu byli: Mariusz Infulecki (od stycznia 2008 do kwietnia 2010), oraz Kamil Olszewski (od kwietnia 2010 do lipca 2012).
W dniu 25 czerwca 2012 roku program został zdjęty z anteny radia Eska Rock, ze względu na kontrowersje związane z obraźliwymi wobec Ukraińców żartami prowadzących.
Wybrane fragmenty programu prezentowane były w Eska TV.
Od jesieni 2012 Kuba Wojewódzki powrócił do Eski Rock z podobną audycją, Zwolnienie z WF-u, prowadzoną wraz z Agnieszką Szulim, Maciejem Stuhrem, Bartoszem Węglarczykiem oraz Czesławem Mozilem.